# Episodi di Fairy Tail (quinta stagione)
La quinta stagione di Fairy Tail, serie televisiva anime prodotta da A-1 Pictures, Satelight e TV Tokyo, diretta da Shinji Ishihira e tratta dall'omonimo manga di Hiro Mashima, raggruppa gli episodi dal 126 al 150, corrispondenti a delle vicende non tratte dal manga. Essi mostrano le vicende riguardanti il ritorno dei membri di Fairy Tail a casa e in seguito iniziano una nuova battaglia contro Zentopia e i nuovi membri di Oracion Seis.
Gli episodi sono stati trasmessi in Giappone su TV Tokyo dal 14 aprile al 29 settembre 2012 a cadenza settimanale ogni sabato. In Italia la stagione è andata in onda su Rai 4 dal 4 luglio 2016 di notte; la trasmissione si è poi interrotta a tempo indeterminato il 4 agosto 2016, non trasmettendo l'ultimo episodio della stagione. Quest'ultimo è uscito assieme al resto della stagione su Prime Video il 30 novembre 2023.
La stagione utilizza due sigle di apertura, Hajimari no sora dei +Plus (episodi 126-137) e Tenohira di Hero (episodi 138-150), e due sigle di chiusura, Glitter di Another Infinity con Mayumi Morinaga (episodi 126-137) e Yell ~Kagayaku tame no mono~ di Sata Andagi (episodi 138-150). L'edizione televisiva italiana usa come sigle Non dirmi addio dei Raggi Fotonici per l'apertura e Quotidianamente stregata da te dei Raggi Fotonici per la chiusura.

## Lista episodi
| Nº  | Titolo italiano Giapponese 「Kanji」 - Rōmaji | In onda           | In onda          |
| Nº  | Titolo italiano Giapponese 「Kanji」 - Rōmaji | Giapponese        | Italiano         |
| 126 | La banda malefica sculettante 「本物の邪悪な、お尻のバンダアチェを振る」 - Honmono no jaakuna, o shiri no bandāche o furu | 14 aprile 2012    | 4 luglio 2016    |
| 126 | Natsu, Lucy, Wendy, Happy e Charle accettano l'incarico di proteggere dell'oro su un treno. Durante il tragitto vengono attaccati dalla Banda Malefica Sculettante. Quest'ultima sconfigge Lucy, Happy e Charle con facilità prendendo in ostaggio Wendy, ma poi le si affezionano. Wendy è sul punto di farli diventare bravi ragazzi, ma alla fine vengono sconfitti da Natsu. Portato l'oro a destinazione ricevono metà della ricompensa perché arrivati in ritardo. |                   |                  |
| 127 | La terribile Lucy invisibile 「目に見えないルーシーの恐怖」 - Menimienai Rūshī no kyōfu | 21 aprile 2012    | 5 luglio 2016    |
| 127 | Natsu e Happy vanno a casa di Lucy per proporle un incarico, ma quest'ultima li caccia via perché hanno letto il libro che stava scrivendo. Lucy ad un certo punto trova una pozione magica che aveva creato sette anni fa, che rendeva la pelle morbida e liscia. Lucy fa il bagno provando il liquido contenuto nella boccetta, ma diventa invisibile, perché dopo sette anni l'effetto della pozione è cambiato. Lucy combina parecchi guai durante il tragitto, ma riesce fortunatamente ad arrivare alla gilda dove tutti cercano un modo per farla tornare normale. Ad un certo punto Lucy scompare completamente dalla mente di tutti coloro che l'hanno conosciuta dimenticandosi di lei, ma Natsu e Happy riescono a ricordarla e Lucy ritorna normale. |                   |                  |
| 128 | Un oggetto misterioso 「父の思い出」 - Chichi no omoide | 28 aprile 2012    | 6 luglio 2016    |
| 128 | In una città sconosciuta una chiesa viene distrutta da uno strano essere. Lahar informa Gran Doma dell'accaduto. Intanto un giorno alla gilda si presenta una ragazza con una valigia che dice di essere giunta fin lì per trovare Lucy. La ragazza dice di chiamarsi Michelle Lobster e di essere una sua parente. Michelle mostra la valigia a Lucy e le dice che si tratta di un regalo da parte di suo padre Jude. Una volta aperta trovano uno strano oggetto avvolto da bende. Lucy porta Michelle a casa sua, decide di farla vivere con lei e le trova un lavoro a Fairy Tail. Alcuni giorni dopo Natsu decide di accettare un incarico e Michelle decide di aiutarli. Intanto Macao fa delle ricerche su Michelle per accertarsi chi sia realmente. Una volta tornati dall'incarico compiuto, di colpo l'oggetto misterioso comincia a fluttuare e compaiono delle strane scritte. |                   |                  |
| 129 | Caratteri misteriosi 「猛烈な戦い！夏VS Laxus！」 - Mōretsuna tatakai! Natsu VS Laxus! | 5 maggio 2012     | 7 luglio 2016    |
| 129 | Giorni dopo, Lucy e Michelle continuano a cercare indizi sulla scritta apparsa sull'oggetto. Intanto Gray ed Elsa partono per una missione seguiti da Juvia. Natsu e Gajeel si imbattono in Luxus nella foresta accanto a Magnolia e lo sfidano, ma sul posto giunge Wendy che, pensando che si sarebbero calmati, dice che lo scontro deve avvenire il giorno seguente. Luxus, Natsu e Gajeel accettano. La notizia dell'incontro fa il giro della città e Fairy Tail organizza una festa in onore dell'incontro. Levy di ritorno da una missione decide di aiutare Lucy e Michelle nella traduzione delle parole. Intanto Gray e Elsa si recano sul posto dove devono trovare dei ladri, ma questi hanno assunto i Vanish Brothers, precedentemente sconfitti da Natsu nella villa del Barone Ebaloo. Gray sconfigge senza grande difficoltà i ladri e porta a termine l'incarico. Levy riesce a tradurre la frase. Lucy dice che l'ha già vista in un libro e comincia a cercarlo. Una volta trovato il libro dove aveva già visto la frase, capisce che in realtà l'oggetto è una lancetta di un orologio. Il giorno seguente i cittadini di Magnolia si recano sul luogo dell'incontro. Luxus e Natsu sono pronti a combattere ma quest'ultimo viene battuto con un solo colpo. Vedendo la sconfitta di Natsu, Gajeel decide di scappare via per allenarsi. Pensando che sia scappato per la paura tutti lo cercano per costringerlo a combattere. Intanto alla gilda si stanno recando tre personaggi sospetti. |                   |                  |
| 130 | La minaccia dell'unità Legion 「客観的なルーシー！」 - Kakkantekina rūshī! | 12 maggio 2012    | 8 luglio 2016    |
| 130 | Natsu e gli altri tornano alla gilda dove li attendevano Happy, Charle e Lily. Qui trovano tre tipi sospetti che rivelano di essere Sugarboy, Coco e Hughes. Natsu, Lucy, Happy, Charle e Lily li riconoscono, ma capiscono che non sono le stesse persone che hanno incontrato a Edolas, bensì le controparti di Earthland (Hughes è infatti una donna e si chiama Mary). I tre dicono di volere Lucy Heartphilia, i membri di Fairy Tail si rifiutano di consegnarla e iniziano a combattere, ma i tre si rivelano estremamente potenti, allora iniziano a confonderli dato che non conoscono l'aspetto di Lucy. Lucy e Michelle scappano, ma vengono raggiunte da Coco, la sua magia le dona incredibili doti atletiche, ma riescono a confonderla e scappare. Natsu e Happy vanno alla ricerca delle ragazze, ma s'imbattono in Sugarboy e Byro il loro capo. Wendy insieme a Charle e Lily s'imbattono in Coco. Lucy e Michelle vengono trovate da Mary Hughes, che con la sua magia le spinge giù da un precipizio. |                   |                  |
| 131 | La furia dell'unità Legion 「軍団の猛威！」 - Gundan no mōi! | 19 maggio 2012    | 11 luglio 2016   |
| 131 | Lucy riesce a evocare in tempo Aries che salva entrambe, ma Hughes capisce che è lei la Lucy che cercano, sanno infatti che è una maga degli spiriti stellari. Il Byro di Earhland che si rivela un uomo alto e muscoloso ordina a Sugarboy di uccidere Natsu e continua la ricerca di Lucy, sulla sua grande piovra, ma s'imbatte in Gildarts, che inizia a combattere contro di lui. Natsu combatte contro Sugarboy, ma quest'ultimo evoca un muco dal suo corpo in grado assorbire qualunque cosa, comprese le sue fiamme, entrambi incastrano la mano destra nel muco, in quel momento giunge sul posto Gray che li libera. Intanto Lucy combatte contro Hughes, quest'ultima con la sua bacchetta è in grado di controllare i corpi altrui, ma non gli spiriti e solo una persona alla volta. Gildarts e Byro continuano a combattere, quest'ultimo utilizza una magia in grado di annullare le altre, infatti esce sempre illeso dalla magia distruttiva, al contrario di quello che ha dietro. Lo scontro viene osservato da Jason il giornalista che vuole intervistare Gildarts, ma appena vede Byro dice che è un membro di una organizzazione chiamata Legion, creata dalla chiesa di Zentopia. Byro inoltre rivela che hanno intenzione di fare una crociata e non sono interessati a Lucy ma la lancetta dell'orologio in suo possesso. Sul luogo giunge Elsa in aiuto di Gildarts. In quel momento Mary si impadronisce della lancetta e con un segnale avverte i suoi compagni. |                   |                  |
| 132 | I due grandi miti 「星空への鍵！」 - Hoshizora e no kagi! | 26 maggio 2012    | 12 luglio 2016   |
| 132 | La Legion dopo aver preso la lancetta lascia il luogo. Natsu e tutti gli altri tornano alla gilda, Makarov decide che devono sapere di più sugli obiettivi della Legion così invia tutti alla ricerca di indizi. Intanto Lahar si reca in un'altra chiesa, scoprendo che a distruggere tutte quelle chiese nei giorni precedenti è stata una strana creatura di nome Jackpot. Natsu, Gray, Lucy, Wendy, Elsa, Michelle, Happy e Charle si recano alla vecchia abitazione di Lucy per trovare indizi e trovano un libro misterioso con un titolo strano. Capiscono che si tratta di un anagramma, e dopo averlo risolto scoprono che si riferisce a due libri che si collegano ad un orologio e ad una chiave del cielo stellato, una volta trovato Charle ha un'orrenda visione. Ad un tratto vengono attaccati da altri due membri della Legion: Samuel, un Exceed e capo del gruppo e Dan Straight, un cavaliere. Essi cominciano a combattere, ma Dan si rivela molto abile: il suo scudo devia qualunque attacco, e la sua lancia rimpicciolisce o ingigantisce qualunque cosa. Dopo che Dan ha rimpicciolito Natsu, Samuel riesce a prendere il libro, e dopo averlo decifrato e memorizzato, prende Dan e volano via. |                   |                  |
| 133 | Compagni di viaggio 「他の旅行者！」 - Hoka no ryokō-sha! | 2 giugno 2012     | 13 luglio 2016   |
| 133 | Natsu e gli altri tornano alla gilda con il libro trovato, il quale parla di una bambina che si mette alla ricerca di sei chiavi per formare l'orologio infinito, con lo scopo di trovare la felicità e anche che la bambina girando per il mondo alla ricerca delle chiavi porta il caos nel mondo. Fairy Tail decide di mettersi alla ricerca delle restanti cinque chiavi per impedire alla Legion di impadronirsene. Gray e Juvia partono per la ricerca di una delle chiavi e si aggiunge al loro gruppo Leon, dicendo che la notizia che Fairy Tail sta cercando le cinque chiavi si è sparsa per il continente;le altre squadre sono: Mira, Lisanna ed Elfman; Elsa, Wendy, Cana e Charle; Lily, Levy, Jet e Droy e Gajeel; Natsu, Lucy, Michelle, Happy e Romeo, che si imbattono in una Compagnia di Archeologi, che gli dice che le chiavi si trovano nei siti archeologici e cercano di convincerli a non trovarle per non rischiare di rovinare i siti ma Lucy racconta che è la volontà di suo padre la ricerca delle chiavi, ovvero, i cinque pezzi che formano l'orologio. Gli archeologi commossi dalle parole di Lucy fanno tornare normale Natsu (che era ancora piccolo) e li incitano a continuare la ricerca. |                   |                  |
| 134 | Discesa nell'oscurità 「迷路のラプソディ！」 - Meiro no rapusodi! | 9 giugno 2012     | 14 luglio 2016   |
| 134 | Natsu e gli altri raggiungono il deserto e trovano un portale, che li conduce in una stanza sotterranea, ma attivano accidentalmente molte trappole, ma riescono a salvarsi, finché non giungono ad una necropoli situata ancora più sotto dove trovano Dan con Coco. Intanto, Gray, Juvia e Leon giungono in un altro posto nascosto, in una caverna dove risolvono un enigma e vengono teletrasportati in una dimensione parallela. Nella dimensione trovano Sugarboy ed iniziano di nuovo a combattere. Intanto risolvono l'enigma, trovando uno dei cinque pezzi. Alla fine Gray, Juvia e Leon sconfiggono insieme Sugarboy. |                   |                  |
| 135 | Sulle tracce del mito 「指紋の神話！」 - Shimon no shinwa! | 16 giugno 2012    | 15 luglio 2016   |
| 135 | Natsu comincia a combattere di nuovo contro Dan. Intanto Lucy, Michelle e Romeo cercano la parte dell'orologio inseguiti da Coco. Accidentalmente Lucy e Coco cadono in una trappola e insieme cercano una via d'uscita. Lucy cerca di fare amicizia con Coco che ad un certo punto viene ferita da delle rocce, ma Lucy cura le sue ferite. Successivamente vengono trovate da Michelle e Romeo. Gajeel, Levy, Jet, Droy e Lily scalano una montagna per trovare uno dei pezzi. Elsa, Wendy, Cana e Charle raggiungono la Biblioteca della Magia in cui si trova un altro pezzo, ma vengono inseguiti da qualcuno. |                   |                  |
| 136 | La biblioteca della magia 「本当の悪バージョン2」 - Hontō no waru bājon 2 | 23 giugno 2012    | 18 luglio 2016   |
| 136 | Elsa, Cana, Wendy e Charle scoprono di essere inseguiti dalla Banda Malefica Sculettante (di cui la gattina ha ancora un terribile ricordo) intenzionati a impadronirsi dell'orologio. Elsa cerca in tutti i modi di distrarli insieme a Wendy, mentre Cana e Charle cercano il pezzo. Intanto Natsu continua a combattere contro Dan, ma quest'ultimo è molto più forte di quello che sembra e riesce a sconfiggere ancora una volta Natsu. Lucy, Michelle e Romeo elaborano un piano e riescono a distrarre Dan, Natsu con l'aiuto di Romeo lo sconfigge e trova il pezzo dell'orologio. Elsa sconfigge la banda, e Cana e Charle riescono a trovare il pezzo. Gajeel, Levy, Jet e Droy continuano a cercare, ma scoprono di essere spiati da Samuel. |                   |                  |
| 137 | Battaglia tra Exceed 「すべての期待を超えた！」 - Subete no kitai o koeta! | 30 giugno 2012    | 19 luglio 2016   |
| 137 | Lily decide di combattere contro Samuel e scopre con stupore che anche egli può trasformarsi come lui. Intanto Gajeel, Levy, Jet e Droy continuano a scavare per trovare il pezzo dell'orologio e finiscono in una stanza segreta dove devono risolvere un enigma, ma una volta risolto, compare il guardiano che tenta di tutto per fermarli. Alla fine Gajeel riesce a sconfiggere il guardiano e riesce ad impadronirsi del pezzo. Lily continua a combattere contro Samuel, scoprendo che egli è uno degli Exceed inviati su Earthland anni prima. Samuel con i suoi calcoli aveva previsto la sua vittoria, ma appena vede che i suoi avversari riescono a impadronirsi del pezzo va in confusione e viene sconfitto da Lily che lo incita a combattere un'altra volta. Intanto, Elfman, Lisanna e Mira trovano un altro pezzo, ma vengono trovati da Hughes. Natsu, Michelle, Lucy e Romeo vengono trovati da Byro. |                   |                  |
| 138 | La crociata 「クロスとその周辺！」 - Kurosu to sono shūhen! | 7 luglio 2012     | 20 luglio 2016   |
| 138 | Natsu vuole combattere contro Byro ma l'animale di quest'ultimo, Kanaloa, combatte contro il Dragon Slayer, ma si dimostra molto forte e intanto durante lo scontro, Byro rivela perché vogliono trovare i pezzi dell'orologio infinito: Zentopia ha incaricato la Legion di trovare i sei pezzi perché se si fossero riuniti il caos sarebbe sceso sul mondo, ha infatti il dovere di proteggere i pezzi, per far sì che non cadano in mani sbagliate. Lucy e Natsu trovano la cosa strana. Intanto, Elfman, Lisanna e Mira cominciano a combattere contro Hughes che prende il controllo del Satan Soul di Mira e li mette in difficoltà. Mira decide di trasformarsi in un essere più potente: l'Halphas Demon e sconfigge Mary anche se quest'ultima si è fusa al Satan Soul. Tutti i pezzi sono stati ritrovati e tutti si stanno dirigendo verso il luogo in cui si trovano Natsu, Lucy, Romeo e Michelle, che in quel momento hanno sconfitto Kanaloa. Alla gilda Fairy Tail ad un certo punto a Kinana succede qualcosa e lei rivela che la fine di tutto sta arrivando. |                   |                  |
| 139 | Il caos è qui! 「"瞬間"をスタート！」 - " Shunkan" o sutāto! | 14 luglio 2012    | 21 luglio 2016   |
| 139 | Natsu inizia a combattere contro Byro, ma la magia di quest'ultimo annulla qualunque tipo di magia e inoltre si dimostra abile nel corpo a corpo. Durante lo scontro, Byro continua a dire che la loro missione è sacra e serve per proteggere il mondo e se degli innocenti devono farsi del male per salvare il mondo è disposto a farlo. Natsu invece spiega cosa significa essere membri di una gilda e che la missione di Zentopia è sbagliata, le parole di Natsu vengono ammirate da Coco, ma Byro non vuole capire e cerca di punire la sua compagna, ma viene salvata da Elsa che giunge sul posto insieme a tutti gli altri con i cinque pezzi dell'orologio. Byro non ha paura di affrontarli e inoltre rivela che in origine l'orologio dell'infinito era di proprietà della chiesa di Zentopia. Intanto alla sede principale di Zentopia il cardinale Lapointe rivela ai preti che c'è un traditore tra loro, visto che l'intero regno è a conoscenza dell'orologio. Alla gilda intanto Kinana si risveglia e continua a dire di sentire una voce. Macao ripensa al giorno in cui Kinana si è unita alla gilda, era stata trasformata in serpente, e venne trovata da Makarov che la fece ritornare umana. Ad un certo punto nel luogo dove si trovano Natsu e tutti gli altri i pezzi dell'orologio compongono da soli l'Orologio Infinito e compaiono dei misteriosi individui. |                   |                  |
| 140 | Un piano ben riuscito 「ここで新しいOracionのSEISが来る！」 - Koko de atarashī Oracion no SEIS ga kuru! | 21 luglio 2012    | 22 luglio 2016   |
| 140 | Gli individui comparsi sono gli Oracions Sèis: Cobra, Racer, Angel, Midnight e due nuovi membri tra cui Jackpot che ha distrutto le chiese ed Eligor, il mago di Eisenwald che ora si fa chiamare Grim Reaper. Midnight dice che loro sono i Nuovi Oracions Sèis e che lui è il loro master e si fa chiamare Brain II. Gli Oracions Sèis rivelano che hanno manipolato Fairy Tail e la Legion soltanto per far sì che essi trovassero le chiavi, infatti loro non potevano toccare i pezzi fino a ora. Natsu, Byro e Dan vanno all'attacco degli Oracions Sèis, ma tutti e tre vengono sconfitti facilmente da Midnight, che sembra diventato molto più forte. Cobra e Racer sconfiggono tutti gli altri con molta facilità e Angel con la sua nuova magia, la Magia degli Angeli, distrugge l'intera necropoli. I maghi di Fairy Tail vengono salvati da Ichiya e portati a Blue Pegasus, mentre Leon viene riportato alla sua gilda. Legion riesce a salvarsi in qualche modo e a ritornare alla base di Zentopia per avvertire l'arcivescovo, ma vengono fermati da Lapointe dicendo che lui è già al corrente della situazione. Intanto al Consiglio della Magia Lahar informa che quattro membri degli Oracions Sèis più il mago Eligor sono evasi e che si sono impossessati dell'orologio infinito, Gran Doma gli ordina di indagare. Lucy dopo aver letto di nuovo il libro capisce che l'indizio lasciato da suo padre era quello di non trovare i pezzi dell'orologio. Natsu e tutti gli altri ritornano alla gilda. |                   |                  |
| 141 | Oracion Seis colpisce ancora 「狩猟は、無限を見てください！」 - Shuryō wa, mugen o mitekudasai! | 28 luglio 2012    | 25 luglio 2016   |
| 141 | Gli Oracion Sèis continuano ad attaccare chiese scatenando il caos. Intanto Kinana comincia a scrivere sul muro della gilda con una scrittura antica. Levy traduce la scrittura dicendo che un certo Will Neville in passato ha stretto contratti con gli spiriti stellari e che aveva dei seguaci, Lucy dal nome ricorda che egli è l'autore del libro che hanno trovato a casa sua. Prende un dizionario biografico e trovano Will Neville, scoprendo che egli era un cardinale di Zentopia che ad un certo punto scomparve per poi ritornare come scrittore, ma il libro non accenna al fatto che era un mago e che aveva dei seguaci. Intanto Lapointe decide di far entrare un nuovo membro nella Legion, una creatura strana di nome Gutman Kubrick. Poco dopo, Lapointe incontra Lahar, ma lo caccia subito perché quest'ultimo gli ha fatto domande indiscrete. In cella con Coco viene messo un prete di nome Fabrizio dicendo di essere stato accusato ingiustamente. Poco dopo giunge Lapointe, dicendogli di dirgli i nomi dei seguaci di Will Neville. Fairy Tail alla fine decide di andare alla ricerca degli Oracion Sèis sparsi per Fiore. Cana con la sua magia riesce a trovarli e suddivide la gilda in squadre: Elsa con Evergreen e Max; Gray con Fried; Bixlow con Wendy; Juvia con Gajeel; Natsu con Lucy, Michelle ed Elfman; Happy con Charle e Lily. Gildarts insieme a Laki si reca nella vecchia residenza della famiglia Lobster. |                   |                  |
| 142 | Discordia in battaglia 「戦いの不和！」 - Tatakai no fuwa! | 4 agosto 2012     | 26 luglio 2016   |
| 142 | Lahar si reca in una città per trovare Doranbolt, che dopo l'incidente dell'Isola Tenrou è diventato un alcolizzato perché non è riuscito a salvare i maghi di Fairy Tail, inoltre si fa spacciare ancora per Mest Gryder. Lahar lo trova e riesce a convincerlo ad aiutarlo. In un luogo sconosciuto una ragazza misteriosa è preoccupata della situazione che sta per accadere. I gruppi scelti da Cana si dividono per cercare gli Oracion Sèis. Natsu, Elfman, Lucy e Michelle s'imbattono in Jackpot iniziando a combattere osservati da Byro; Elsa, Max e Evergreen continuano a cercare i loro nemici; Gray e Fried si spostano in barca; Gajeel e Juvia s'imbattono in una chiesa in fiamme e trovano Mary ferita perché Gutman l'ha attaccata perché si è rifiutata di distruggere la chiesa come ordinatogli da Lapointe e inizia a combattere contro Gajeel e Juvia; Wendy e Bixlow s'imbattono in Eligor ed iniziano a combattere con l'ex membro di Eisenwald. Intanto Gildarts e Laki raggiungono un monastero e trovano dei finti preti e delle finte monache che ostacolano la loro strada. Happy, Charle e Lily vengono trovati da Samuel che decide di aiutarli nella loro missione nel distruggere gli Oracion Sèis. In quel momento Midnight compare sul tetto della cattedrale Caldia di Magnolia. |                   |                  |
| 143 | Anti-Link 「抗リンク！」 - Kō rinku! – "Anti-Link!" | 11 agosto 2012    | 27 luglio 2016   |
| 143 | Lahar e Doranbolt fanno ricerche per cercare di capire il vero obiettivo degli Oracion Sèis, finché ad un certo punto raggiungono una chiesa dove trovano una ragazza di nome Katja, Doranbolt appena la vede rimane sconvolto, perché lei assomiglia tanto a Wendy. La ragazza rivela di essere una maga degli spiriti stellari, ed evoca Caelum per far sì che nessuno interferisca nella loro conversazione. Alla cattedrale giunge Racer che è interessato a Katja, ma viene protetta da Doranbolt. Intanto Gray e Fried trovano Angel e Dan e con l'appoggio di quest'ultimo iniziano a combattere contro la maga. Wendy e Bixlow continuano a combattere contro Eligor, quest'ultimo rimane colpito dalla bontà d'animo di Wendy nel preoccuparsi del suo amico e nella mente del mago cominciano ad affiorare ricordi del passato. Wendy con la sua magia riesce a far ricordare a Eligor il suo passato liberandolo dall'incantesimo che lo controllava. Intanto, Katja rivela a Lahar che gli Oracion Sèis mirano alla distruzione delle chiese di Zentopia e dell'Anti-Link e rivela che all'interno di Zentopia esiste un'organizzazione segreta che ha lo scopo di proteggere i discendenti dei seguaci di Will Neville e che lei è una di loro e parla anche di un link biologico che devono proteggere. Di colpo compare Doranbolt seguito da Racer, quest'ultimo dice che ha intenzione di assorbire il link da Katja ma colpisce Doranbolt e i segni di Katja scompaiono. Racer scompare dicendo che l'Anti-Link è completo. Doranbolt felice di aver salvato Katja finalmente esce dalla crisi di colpa che porta da sette anni. Intanto Elsa, Max e Evergreen s'imbattono in Cobra e quest'ultimo gli chiede se sanno dove si trova Cubellios. Gildarts e Laki all'interno del monastero trovano una ragazza che è in cura da molto tempo, scoprono che si chiama Michelle Lobster, l'unica sopravvissuta della sua famiglia. |                   |                  |
| 144 | Doppie identità 「上部の絶望！」 - Jōbu no zetsubō! | 18 agosto 2012    | 28 luglio 2016   |
| 144 | Gildarts e Laki avvertono Warren con la telepatia, dicendogli che la ragazza che sta con Lucy è un'imbrogliona. Warren cerca di contattare Natsu, Elfman e Lucy ma non ci riesce perché sono impegnati a combattere contro Jackpot. Gray e Fried vengono sconfitti da Angel, che assorbe il link da un uomo sconosciuto. Gajeel e Juvia sconfiggono Gutman. Midnight si reca sotto la cattedrale e trova la tomba di Will Neville, ma viene trovato da Alzack e Bisca che riesce a sconfiggere facilmente. Cobra sconfigge Max e Evregreen e lascia il campo di battaglia. Wendy e Bixlow, dopo aver sconfitto Eligor, scoprono che anche loro sono stati manipolati da qualcuno per dividerli, inoltre il mago del vento ringrazia Wendy per averlo liberato dal sortilegio. Natsu alla fine sconfigge Jackpot grazie a Byro e si scopre che in realtà è Klodoa. Il bastone si presenta sempre come il settimo membro e incita Michelle a mostrare chi è realmente: Imitatia e di essere un membro dei Nuovi Oracion Sèis, con lo scopo di sorvegliare Lucy (vero motivo per cui la seguiva ovunque). Imitatia mostra a Byro il sigillo di autorità di Zentopia, e gli ordina di rapire Lucy. Intanto l'arcivescovo attiva l'orologio infinito, che in realtà è un'enorme aeronave a forma di pesce. Imitatia sconfigge Natsu e Lucy e li porta nell'aeronave, ignara che Elfman è riuscito a fuggire. |                   |                  |
| 145 | Real Nightmare 「ナイトメアリアル！」 - Naitomeariaru! | 25 agosto 2012    | 29 luglio 2016   |
| 145 | Natsu viene portato in prigione alla sede di Zentopia e in cella incontra la Banda Malefica Sculettante, i quali rivelano di aver tentato di rubare l'orologio infinito, ma di essere stati scoperti. Natsu decide di allearsi con loro per ideare un piano per evadere. Intanto a Fairy Tail mentre i maghi si riprendono dalle sconfitte e dall'inganno di Michelle, giunge la squadra archeologica che Natsu e gli altri avevano incontrato giorni prima. Il capo della squadra rivela di essere il pronipote di Will Neville Jean Luc, dicendo di essere in stretti rapporti con il padre di Lucy, che per trovò per caso la lancetta. Jean decise con Jude di nasconderla. Dopo aver raccontato la sua storia rivela che l'orologio infinito attiva una magia molto potente di nome Real Nightmare, che crea il caos nella mente delle persone, facendole perdere il senso della loro vita. Fairy Tail decide di andare nell'aeronave per distruggere l'orologio. Prima di partire Jean regala a Elsa un'arma da usare contro il Real Nightmare. Kinana lascia la gilda per andare a cercare la voce che continua a parlare nella sua mente. Ichiya e i membri di Fairy Tail con l'aeronave Cristina si recano verso la sede di Zentopia, ma vengono attaccati da Racer, Mira lo scaglia fuori dall'aeronave ed inizia a combattere contro di lui. Intanto Lucy viene imprigionata davanti all'orologio infinito per essere fusa con il link. Midnight spiega che se un mago degli spiriti stellari si fonde con l'anti-link sprofonderà in un sonno lungo cento anni e permetterà il controllo assoluto dell'orologio. Intanto Natsu con l'aiuto della Banda Malefica Sculettante evade ed incontra Coco che chiede di essere liberata. |                   |                  |
| 146 | Nella spirale del tempo 「時間のスパイラル！」 - Jikan no supairaru! | 1º settembre 2012 | 1º agosto 2016   |
| 146 | Ichiya con l'aeronave Cristina conduce Gray, Elsa, Gajeel, Elfman, Wendy, Warren, Happy, Charle e Lily alla sede di Zentopia. Intanto la magia Real Nightmare comincia a manifestare i suoi effetti trasformando tutti come Gray in un bambino, Wendy in una adulta, Gajeel in un vecchio e gli Exeed in diversi animali, ma Elsa li fa tornare normali grazie all'arma di Jean. Mentre si dirigono alla sede, Byro scaglia contro di loro Kanaloa. Ichiya ordina a tutti di lasciare l'aeronave mentre lui penserà alla piovra . Intanto Natsu con Coco si dirigono dall'arcivescovo, ma vengono trovati da Guttman il quale inizia a combattere contro di loro, ma salvati da Hughes che ha deciso di aiutarli. Mirajane continua a combattere contro Racer e alla fine lo sconfigge facendogli capire che non ha più bisogno di scappare dal suo passato. Gildarts insieme a Laki raggiunge l'arcivescovo. Lo trovano con il cardinale Lapointe che rivela di aver manipolato la sua mente. In quello stesso istante giunge Natsu con Coco. Il dragon slayer annusando l'odore di Lapointe dice che assomiglia a quello del master Zero. La loro conversazione viene ascoltata da Warren, che riferisce tutto agli altri. Ascoltando i loro discorsi anche Byro capisce chi è il vero nemico e si dirige da Lapointe. Quest'ultimo blocca Laki e ordina a Natsu e Gildarts di combattere uno contro l'altro per salvarla, ma la magia viene annullata da Byro. Subito dopo Gildarts scaglia verso il soffitto Lapointe. |                   |                  |
| 147 | Lotta contro il tempo 「城の無限大に向けて！」 - Shiro no bugendai ni mukete! | 8 settembre 2012  | 2 agosto 2016    |
| 147 | Lapointe viene sconfitto, e rivela che una volta che Lucy si sarà fusa con l'orologio infinito i nuovi Oracion Sèis comanderanno l'aeronave, che rilascerà tutta la magia Real Nightmare facendo cadere il mondo nel caos. Hughes e Guttman ascoltano la conversazione e capiscono di essere stati tutti dei burattini di Oracion Sèis. Successivamente Lapointe scompare e si scopre che in realtà era una bambola creata da una ciocca di capelli di master Zero, l'uomo ne era sempre stato ignaro e al contrario credeva di essere lui il capo. Byro decide di uccidere Lucy per fermare gli Oracion Sèis, ma viene ostacolato da Gildarts. Natsu, Gray, Elsa, Gajeel, Coco e Elfman si recano al castello dell'infinito mentre Wendy rimane con l'arcivescovo per curarlo insieme a Laki, Warren, Happy, Charle e Lily. Wendy cura l'arcivescovo e Happy trova un modo per fermare il controllo dell'orologio infinito, dice che quando gli Oracion Sèis hanno trovato l'orologio hanno impresso i loro simboli per controllarlo e se tutti vengono sconfitti automaticamente l'orologio smetterà di funzionare (Imitia aveva già marchiato la lancetta al suo arrivo). Warren con la telepatia informa tutti del piano. Nell'aeronave Elsa e Gray si separano per riaffrontare Cobra e Angel, successivamente vengono trovati da Midnight e Gajeel decide di sfidarlo. Gildarts intanto continua a combattere contro Byro riuscendo a sconfiggerlo. Gajeel combatte contro Midnight, ma viene scagliato fuori dall'aeronave, Gildarts cerca di prenderlo ma cadono entrambi. Natsu, Elfman e Coco raggiungono Lucy, ma trovano Imitatia di fronte a loro. |                   |                  |
| 148 | Le lacrime di un angelo 「天使の涙！」 - Tenshi no namida! | 15 settembre 2012 | 3 agosto 2016    |
| 148 | Natsu, Elfman e Coco iniziano a combattere contro Imitatia. Quest'ultima dice che non può perdere perché non sente dolore. Intanto Makarov protegge la gilda dal Real Nightmare e alcuni dei membri vanno alla ricerca di Kinana, tramite le rune di Fried. Elsa continua a combattere contro Cobra. Gray inizia a combattere contro Angel e nello scontro si aggiunge Dan. Angel rivela che il suo unico desiderio è quello di diventare un angelo. Inoltre rivela che l'uso della sua Magia Angelica ha un prezzo, ovvero una parte della sua vita, le monete che lancia ogni volta sono frammenti di essa. Angel sconfigge con facilità Dan ed evoca un angelo utilizzando una grande quantità della sua vita, finché l'angelo prende il sopravvento ed è sul punto di inghiottire tutti. Gray fa capire ad Angel che lei è un'umana e che deve continuare a vivere da umana. In quel momento Dan con la sua lancia colpisce il frammento di vita nel corpo di Angel, restituendole quella che aveva sacrificato. la ragazza capisce di aver sbagliato e di voler continuare a vivere, Gray distrugge completamente l'angelo diventato un mostro congelando l'intera stanza. Angel si dichiara sconfitta, e a questo punto solo tre sigilli mancano ad essere rimossi. |                   |                  |
| 149 | La voce dell'amicizia 「私は私の友人の声を聞く！」 - Watashi wa watashi no yūjin no koe o kiku! | 22 settembre 2012 | 4 agosto 2016    |
| 149 | Natsu continua a combattere contro Imitatia. Intanto Romeo avverte Warren con la telepatia, dicendogli che si è infiltrato sull'orologio infinito. Charle lo guida verso Natsu. L'Arcivescovo si sveglia, e con la telepatia di Warren spiega come si può rallentare l'orologio infinito e spiega che l'orologio si fonde con i ricordi del mago degli spiriti stellari. Le catene che sono rilasciate dal castello infinito e che sono attaccate a terra oltre a diffondere la Real Nightmare assorbono i ricordi e se vengono distrutte il processo rallenta. Legion e Fairy Tail distruggono le catene. Intanto Elsa riesce a sconfiggere Cobra, perché ha sentito la voce di Cubellios. Midnight spiega che una volta che Lucy si fonderà con l'orologio tutti si dimenticheranno di lei. Imitatia non accetta questa cosa e si pente di quello che ha fatto, cerca di salvarla, ma Midnight con la sua magia la fa diventare una bambola. Natsu furioso mangia le fiamme di Romeo ed inizia a combattere contro Midnight. |                   |                  |
| 150 | Lucy e Michelle! 「ルーシーとミシェル！」 - Rūshī to Misheru! | 29 settembre 2012 | 30 novembre 2023 |
| 150 | Lucy ormai è quasi fusa con il castello infinito e dopo aver visto Imitatia trasformata in bambola si ricorda chi è realmente: l'ultimo regalo di sua madre, che lei decise di chiamare Michelle. Dopo la morte della madre, Lucy abbandonò completamente la bambola. Anni dopo, Midnight con una sua magia le diede vita e le affidò la missione di trovare Lucy. L'unica cosa che voleva Michelle era di tornare da lei. Intanto Natsu continua a combattere contro Midnight riuscendo a sconfiggerlo. Warren con la telepatia informa tutti che per liberare Lucy, che ormai si è fusa completamente con il Castello dell'Infinito, devono separare l'orologio così anche il castello dell'infinito si sarebbe separato e Lucy sarebbe uscita fuori. Lucy separa i pezzi e viene salvata da Natsu. In quello stesso momento Kinana trova Cobra e quest'ultimo capisce che si tratta di Cubellios e le rivela il suo vero nome: Erik. Subito dopo giungono davanti a loro Lahar e Doranbolt, che intendono arrestare gli Oracion Sèis. Cobra decide di farsi arrestare senza opporre resistenza, facendo finta di non conoscere Kinana per salvarla, ma va via felice di aver ritrovato la sua amica. |                   |                  |

## Uscita

### Giappone
| Box Set       | Data             | Dischi | Episodi | Fonti  |
| ------------- | ---------------- | ------ | ------- | ------ |
| Fairy Tail 32 | 5 settembre 2012 | 2      | 125-128 | [ 5 ]  |
| Fairy Tail 33 | 3 ottobre 2012   | 2      | 129-132 | [ 6 ]  |
| Fairy Tail 34 | 7 novembre 2012  | 2      | 133-136 | [ 7 ]  |
| Fairy Tail 35 | 5 dicembre 2012  | 2      | 137-140 | [ 8 ]  |
| Fairy Tail 36 | 9 gennaio 2013   | 2      | 141-144 | [ 9 ]  |
| Fairy Tail 37 | 7 febbraio 2013  | 2      | 145-148 | [ 10 ] |
| Fairy Tail 38 | 6 marzo 2013     | 2      | 149-152 | [ 11 ] |